# Camillo Caracciolo di Bella
Camillo Caracciolo di Bella (Napoli, 30 aprile 1821 – Roma, 6 aprile 1888) è stato un diplomatico e politico italiano.

## Biografia
Era figlio secondogenito di Giuseppe Caracciolo, principe di Torella e di sua moglie, Caterina Saliceti, figlia del primo ministro di Giuseppe Bonaparte e poi di Gioacchino Murat. Alla nascita ebbe il titolo di marchese di Bella.
Fu ambasciatore d'Italia in Russia e nell'Impero ottomano, deputato in Parlamento per il collegio di Cerignola, fu poi nominato Senatore del Regno.
Massone, non si sa dove e quando fu iniziato, ma nel dicembre 1863 la Loggia Italia di Costantinopoli chiese che il nuovo ambasciatore presso il Sultano fosse massone "affinché potesse contunuare l'opera felicemente intrapresa dal predecessore, il fratello Camillo Caracciolo di Bella"

## Ascendenza
|                                              |                    |                                                          | Genitori                                          |  |  | Nonni |  |  | Bisnonni                                    |  |  | Trisnonni                          |  |
|                                              |                    |                                                          |                                                   |  |  |       |  |  | Giuseppe Caracciolo, VI principe di Torella |  |  | Nicola Caracciolo, duca di Lavello |  |
|                                              |                    |                                                          |                                                   |  |  |       |  |  | Giuseppe Caracciolo, VI principe di Torella |  |  | Nicola Caracciolo, duca di Lavello |  |
|                                              |                    | Faustina de Cardenas                                     |                                                   |  |  |       |  |  | Giuseppe Caracciolo, VI principe di Torella |  |  |                                    |  |
| Nicola Caracciolo, duca di Lavello           |                    |                                                          |                                                   |  |  |       |  |  | Giuseppe Caracciolo, VI principe di Torella |  |  |                                    |  |
|                                              |                    | Beatrice de Alarcon                                      | Giuseppe de Alarcon                               |  |  |       |  |  |                                             |  |  |                                    |  |
|                                              |                    | Beatrice de Alarcon                                      | Giuseppe de Alarcon                               |  |  |       |  |  |                                             |  |  |                                    |  |
|                                              |                    | Beatrice de Alarcon                                      | Emanuela de Mendoza                               |  |  |       |  |  |                                             |  |  |                                    |  |
| Giuseppe Caracciolo, VII principe di Torella |                    | Beatrice de Alarcon                                      |                                                   |  |  |       |  |  |                                             |  |  |                                    |  |
|                                              |                    | Vincenzo Carafa Cantelmo Stuart, VI principe di Roccella | Giuseppe Carafa, II duca di Bruzzano              |  |  |       |  |  |                                             |  |  |                                    |  |
|                                              |                    | Vincenzo Carafa Cantelmo Stuart, VI principe di Roccella | Giuseppe Carafa, II duca di Bruzzano              |  |  |       |  |  |                                             |  |  |                                    |  |
|                                              |                    | Vincenzo Carafa Cantelmo Stuart, VI principe di Roccella | Maria Ruffo Santapau                              |  |  |       |  |  |                                             |  |  |                                    |  |
| Teresa Carafa Cantelmo Stuart                |                    | Vincenzo Carafa Cantelmo Stuart, VI principe di Roccella |                                                   |  |  |       |  |  |                                             |  |  |                                    |  |
|                                              |                    | Ippolita Cantelmo Stuart                                 | Giuseppe Cantelmo Stuart, I principe di Pettorano |  |  |       |  |  |                                             |  |  |                                    |  |
|                                              |                    | Ippolita Cantelmo Stuart                                 | Giuseppe Cantelmo Stuart, I principe di Pettorano |  |  |       |  |  |                                             |  |  |                                    |  |
|                                              |                    | Ippolita Cantelmo Stuart                                 | Diana Gaetani dell'Aquila d'Aragona               |  |  |       |  |  |                                             |  |  |                                    |  |
| Camillo Caracciolo                           |                    | Ippolita Cantelmo Stuart                                 |                                                   |  |  |       |  |  |                                             |  |  |                                    |  |
|                                              | Giancarlo Saliceti | …                                                        |                                                   |  |  |       |  |  |                                             |  |  |                                    |  |
|                                              | Giancarlo Saliceti | …                                                        |                                                   |  |  |       |  |  |                                             |  |  |                                    |  |
|                                              | Giancarlo Saliceti | …                                                        |                                                   |  |  |       |  |  |                                             |  |  |                                    |  |
| Antonio Cristoforo Saliceti                  | Giancarlo Saliceti |                                                          |                                                   |  |  |       |  |  |                                             |  |  |                                    |  |
|                                              |                    | …                                                        | …                                                 |  |  |       |  |  |                                             |  |  |                                    |  |
|                                              |                    | …                                                        | …                                                 |  |  |       |  |  |                                             |  |  |                                    |  |
|                                              |                    | …                                                        | …                                                 |  |  |       |  |  |                                             |  |  |                                    |  |
| Caterina Saliceti                            |                    | …                                                        |                                                   |  |  |       |  |  |                                             |  |  |                                    |  |
|                                              |                    | …                                                        | …                                                 |  |  |       |  |  |                                             |  |  |                                    |  |
|                                              |                    | …                                                        | …                                                 |  |  |       |  |  |                                             |  |  |                                    |  |
|                                              |                    | …                                                        | …                                                 |  |  |       |  |  |                                             |  |  |                                    |  |
| Laura Boerio                                 |                    | …                                                        |                                                   |  |  |       |  |  |                                             |  |  |                                    |  |
|                                              |                    | …                                                        | …                                                 |  |  |       |  |  |                                             |  |  |                                    |  |
|                                              |                    | …                                                        | …                                                 |  |  |       |  |  |                                             |  |  |                                    |  |
|                                              |                    | …                                                        | …                                                 |  |  |       |  |  |                                             |  |  |                                    |  |
|                                              |                    | …                                                        |                                                   |  |  |       |  |  |                                             |  |  |                                    |  |